# 워크 오프 디 어스
워크 오프 디 어스(Walk off the Earth)는 캐나다 록 밴드이다. 2006년 온타리오주 벌링턴에서 결성되었다. 유튜브에 다양한 노래들을 커버한 영상을 올리면서 이름을 알렸다.

## 음반 목록
- Smooth Like Stone on a Beach (2007)
- My Rock (2010)
- Vol.1 (2012)
- Vol.2 (2012)
- R.E.V.O. LP (2013)
- Sing It All Away (2015)

## 같이 보기
- 펜타토닉스
- 피아노 가이즈